# Челюскин (нос)
Вижте пояснителната страница за други значения на Челюскин.
Нос Челюскин (на руски: мыс Челюскина) е най-северната точка в континенталната част на Азия, на територията на Красноярски край в Русия. Носът се намира на полуостров Таймир, в Красноярски край, на южното крайбрежието на протока Вилкицки, свързващ Карско море с море Лаптеви. Отдалечен е на 1370 км от Северния полюс. Климатът е изключително суров и негостоприемен, като през по-голямата част от годината районът на носа е скован от ледове. Близо до него се намира най-северното в Европа и Азия летище.
Първата експедиция, достигнала носа през май 1742 г. е ръководена от руския полярен изследовател Семьон Челюскин В началото името му е „Североизточен нос“, като 100 години по-късно Руското географско дружество го преименува на „нос Челюскин“ в чест на откривателя му.